# Whore
Whore (A Prostituta, no Brasil) é um filme estadunidense de 1991 dirigido por Ken Russell.

## Sinopse
Prostituta relata seus casos e os problemas da profissão, enquanto apresenta alguns personagens da noite numa grande cidade movimentada cuja noite é repleta de mistérios e coisas de arrepiar qualquer cabelo do corpo.

## Curiosidades
- O filme é uma "resposta" do diretor a Pretty Woman.
- O cenário da cidade mostra dois filmes de Ken Russell em cartaz: Crimes of Passion e The Lair of the White Worm.
- Whore foi proibido na Irlanda.